# Bingo, Burkina Faso
Để biết nghĩa khác, xem Bingo.
Bingo là một tổng ở tỉnh Boulkiemdé, phía tây Ouagadougou. Dân số năm 2005 là 16.541 người. Thủ phủ là thị xã Bingo.
Bingo là nơi quay loạt chương trình truyền hình thực tế Mỹ The Amazing Race 12 (2007).

## Các thị xã và làng xã
• Bingo • Bisraaga • Guillé • Kaligri • Koanga • Koulgorin • Sâ • Sapelo • Silgo • Tanghin • Villa • Zékemzougou